# Saison 4 des Routes du paradis
Chronologie
Saison 3 des Routes du paradis Saison 5 des Routes du paradis
Cet article présente la liste des épisodes de la quatrième saison de la série télévisée Les Routes du paradis.